# گردشگری دریایی در دریای خزر
گردشگری دریایی در دریای مازندران یا راه‌اندازی اتوبوس‌های دریایی در خزر از جمله طرح‌های گردشگری پیشنهاد شده توسط برخی کارشناسان برای گسترش اقتصاد گردشگری در استان‌های مجاور دریای خزر ایران است.
اولین بار که زمزمه راه‌اندازی اتوبوس دریایی در خزر مطرح شد به سفر استانی دولت نهم در مازندران برمی‌گردد، ولی این گزینه در عمل آنچنان اجرایی نشد. طرح اتوبوس دریایی از زیست‌محیطی‌ترین آیتم‌هایی است که می‌تواند به توسعه اشتغال در استان‌های ساحلی کمک شایانی کند.

## مزایای اقتصادی
راه‌اندازی تورهای دریایی، حمل‌ونقل دریایی، انجام صید قانونی، اشاعه فرهنگ کاهش آلودگی محیط‌زیست دریایی و ده‌ها طرح و روش دیگر با کمک مردم می‌توان پیگیری کرد که در درازمدت به اقتصاد دریا کمک می‌کند.

## کشتی مسافری‌تفریحی میرزا کوچک خان
کشتی مسافری‌تفریحی میرزا کوچک خان با سرمایه‌گذاری بخش خصوصی برای اهداف توسعه گردشگری دریایی در دریای مازندران به کارگرفته شده‌بود. این کشتی «نقطه عطف» توسعه گردشگری دریایی و اولین شناور مسافری و تفریحی در دریای مازندران بود که با اهداف گردشگری دریایی وارد این عرصه شده و کشتی مسافربری میرزا کوچک خان استاندارهای بین‌المللی شناوری را دریافت نموده و گواهینامه‌های دریانوردی را از مراجع ذی‌صلاح کسب کرده، و با مرکز اقامتی‌ای در حد هتل ۴ ستاره، و کافی شاپی در پایین‌ترین نقطه کشتی و با امکانات و تجهیزات اقامتی و پذیرایی مناسب، میزبان میهمانان علاقه‌مند به تجربه شبی به یادماندنی در دریای مازندران را داشت.